# Johann Hufnagel (Wanderer)
Johann Hufnagel (* 14. November 1909 in Siebenbürgen, Österreich-Ungarn; † 1. Februar 1991 in Mannheim-Suebenheim, Deutschland) war ein Weitwanderer und Erstbegeher zahlreicher Europäischer Fernwanderwege.

## Leben
Der „König der Weitwanderer“, wie ihn seine Freunde und Fans nannten, wuchs in Siebenbürgen am Donauknie auf und erlernte das Zimmermannshandwerk. Mit seiner Frau Hildegard Hufnagel, geb. Petermann, hatte er fünf Kinder und 11 Enkelkinder. Nach seiner Pensionierung 1970 begann er mit dem Fernwandern – zumeist gemeinsam mit ihr, manchmal auch allein.
Rund 45.000 Kilometer quer durch Europa legte Hufnagel zwischen 1971 und 1989 zu Fuß zurück, dokumentiert in mehreren Tourenbüchern, Interviews und zahlreichen Briefen, die heute im Weitwandermuseum Eibiswald in der Südsteiermark aufbewahrt werden. Damit ist der passionierte Fernwanderer einmal rund um den Globus marschiert. Für seine Verdienste erhielt Hufnagel die Johann-Gottfried-Seume-Medaille der Weit- und Fernwanderer und die Anerkennung der Sektion Weitwanderer des Österreichischen Alpenvereins.
Hufnagel propagierte das Weitwandern auch bei jungen Menschen und forderte sie auf, ihr Auto stehen zu lassen und die Natur und Umwelt abseits der Touristenströme zu erkunden. Er selbst beschritt einige der großen europäischen Weitwanderrouten als Erster in der vollen Länge. Etliche Zeitungen und Radiostationen berichteten von seinen Fußreisen. Mit dem österreichischen Bildhauer und Mitbegründer der Weitwanderbewegung, Carl Hermann, verband ihn eine tiefe Freundschaft. Seinen Lebensabend verbrachte Hufnagel in Mannheim und Berg im Drautal, wo er sich ein Ferienhaus gebaut hat.
Am 1. Februar 1991 verstarb er im Alter von 81 Jahren in Mannheim-Suebenheim. Seine legendäre Wanderausrüstung sowie viele Dokumente seiner Reisen übergab Hufnagel schon zu Lebzeiten dem Weitwandermuseum Eibiswald. Seine zweite Heimat Berg im Drautal widmete ihm einen eigenen Wanderweg. Die letzte Ruhestätte des Ausnahmewanderers befindet sich auf dem Friedhof Mannheim-Seckenheim.